# Karim Ramzi
 (février 2016).
Karim Ramzi (en arabe : كريم رمزي) est un photographe professionnel de mode et de portraits franco-marocain, né le 13 septembre 1961 à Marrakech. 

## Biographie

### Enfance et formation
Karim Ramzi naît le 13 septembre 1961 à Marrakech, dans une famille de diplomates. D'origine amazighe, il fait ses études primaires à Marrakech, Agadir et Rabat. En 1976, il entre au Collège royal. En 1981, il obtient son baccalauréat, puis se rend au Canada pour poursuivre ses études supérieures : d'abord à l'Ottawa University pour son diplôme en sciences politiques et en communication, ensuite à la Carleton University en littérature anglaise et en journalisme. Après son inscription en master de journalisme, il abandonne finalement pour la photographie.

### Radio
L’été précédant son départ au Canada, alors qu’il est encore au Collège royal, Karim Ramzi travaille pour la Radiodiffusion Télévision marocaine (RTM) — ancêtre de la Société nationale de radiodiffusion et de télévision (SNRT) — au Studio 3 (de 1980 à 1986). Il anime et produit plusieurs émissions : Le Réveil Musical, Formule 3, Disco Night et Islam des feux et des sources durant les mois de Ramadan. Puis, il animera durant plusieurs années l’émission à grand succès CKF3-Rock. Durant ses études universitaires, il est nommé correspondant de la RTM au Canada pour couvrir les évènements artistiques et politiques d’envergure internationale, en arabe et en français, en collaboration avec la radio canadienne CBC International. L’été 1984 il est correspondant de la RTM à l’occasion des Jeux olympiques de Los Angeles.

### Photographie
Karim Ramzi apprend seul la photographie. Il est photographe de mode et de portraits.
En 1986 The Charlatan lui propose le poste de directeur de la photographie.

## Collaborations
- 1989 : Photographe exclusif du groupe ONA
- 2004 : Guest speaker à l'Université américaine de Beyrouth au Liban
- 2006 : Exhibition Commissioner : nommé par le Roi Mohamed VI pour produire et diriger l'exposition « La Révolution du Roi et du Peuple » pour célébrer le 50e anniversaire de l'indépendance du Maroc
- 2007 : Photographe officiel du Festival International du Film de Marrakech
- 2008 : Guest speaker à l'Université de Hong Kong
- 2010 : Jury lors de l'exposition The second Charity Exhibition for the benefit of the King Faisal Foundation for Disabled Education 2010